# Potentiel (grammaire)
Pour les articles homonymes, voir Potentiel.
Le potentiel est un mode grammatical indiquant que le locuteur considère que le procès dénoté par un verbe est susceptible de se réaliser. Certaines langues comme le finnois, les langues sames, le persan ou le japonais possèdent des formes verbales spécifiques pour l'indiquer. Dans d'autres langues, la sémantique du potentiel est exprimée par des modes susceptibles d'autres emplois : le latin l'exprime ainsi par le subjonctif, le grec ancien par le subjonctif ou l'optatif.

## Potentiel distinct

### Exemple du finnois
En finnois, le potentiel se forme au moyen du suffixe -ne-, qui peut subir différentes assimilations selon le contexte phonétique. Exemples :
- men- + ne + e → mennee « il / elle ira sans doute »
- korjat- + ne + t → korjannet « tu répareras sans doute »
- tul- + ne + e → tullee « il / elle viendra sans doute »
- olla « être » est irrégulier, formant son potentiel par supplétion sur le radical lie- : lie- + ne + e → lienee « il / elle / c'est sans doute »

Le potentiel ne possède de formes qu'au présent et au parfait ; dans ce dernier cas, c'est un temps composé formé avec l'auxiliaire (verbe) olla : hän lienee tullut « il est sans doute venu / il a dû venir ».
Il s'agit essentiellement d'une forme littéraire, qui a disparu de la langue courante dans la plupart des dialectes. À l'oral, la sémantique du potentiel est exprimée par divers adverbes comme kai « sans doute » : ex. se kai tulee « il vient sans doute » (dans un style littéraire plutôt hän tullee).

### Exemple du hongrois
En hongrois, le potentiel se forme au moyen de deux suffixes -hat/-het, suivant la règle de l'harmonie vocalique. Il peut exprimer la possibilité, la capacité ou l'autorisation. Par exemple :
- e- + het + t + em → « je pouvais le manger » (j'en avais la capacité ou l'autorisation)
  - De anyu azt mondta, hogy megehettem!
    - Mais maman a dit que je pouvais le manger !
- ír + hat + ja → « il/elle peut l'écrire » (il en a la possibilité ou la capacité) ou « vous pouvez l'écrire » (forme polie au singulier)
  - Ide írhatja eredményét.
    - Vous pouvez écrire votre résultat ici.

Le potentiel peut se combiner à d'autres suffixes verbaux, comme le suffixe fréquentatif -gat/-get, les suffixes de temps et de mode ou les désinences personnelles. Par exemple :
- beszél (« parler ») → beszélget (« discuter ») → beszélgethet (« il peut discuter ») → beszélgethetett (« il pouvait discuter ») → beszélgethettetek (« vous pouviez discuter »)
- hall (« entendre ») → hallgat (« écouter ») → hallgathat (« il peut écouter ») → hallgathatna (« il pourrait écouter ») → hallgathatnánk (« nous pourrions l'écouter »)

À l'impératif, le suffixe s'assimile avec le suffixe -j de l'impératif et le -t final devient un -s. Par exemple :
- ehet (« il peut manger ») → ehess (« que tu puisses manger »)
- ihat (« il peut boire ») → ihasd (« que tu puisses le boire »)

## Potentiel comme fonction d'un mode plus vaste: exemple du latin
En latin, l'expression du potentiel se fait typiquement par le subjonctif présent ou parfait. Le subjonctif latin a cependant d'autres emplois tels que la condition, le but, le souhait, le doute, la délibération...
Exemples :
- Si venias, laetus sim. « Si tu venais, je serais heureux. » (action représentée comme encore possible ; quand ce n'est pas le cas, il s'agit d'un irréel du présent, qui s'exprime en latin par un imparfait du subjonctif : Si venires, laetus essem.)
- Non affirmaverim. « Je ne saurais l'affirmer. »
- Videas rebus injustis justos maxime dolere. « On peut voir les justes se plaindre le plus des injustices. » (Cicéron, Laelius de amicitia)

## Expression du potentiel en français
Le français ne possède pas de forme verbale typique pour le potentiel, et l'exprime par divers modalisateurs :
- emploi d'une proposition subordonnée conditionnelle : Si tu venais, je serais content. ~ Qu'il pleuve et je prends mon parapluie.
- emploi d'un verbe modal : Il se peut qu'il vienne. ~ Il a dû venir.
- emploi d'un adverbe ou d'une locution figée : Il viendra peut-être. ~ Sans doute est-il venu.